# Parasabella lacunosa
Parasabella lacunosa är en ringmaskart som först beskrevs av Perkins 1984.  Parasabella lacunosa ingår i släktet Parasabella och familjen Sabellidae. Inga underarter finns listade i Catalogue of Life.